# Antarctoperla michaelseni
Antarctoperla michaelseni is een steenvlieg uit de familie Gripopterygidae. De wetenschappelijke naam van de soort is voor het eerst geldig gepubliceerd in 1904 door Klapálek.